# Contee del Minnesota

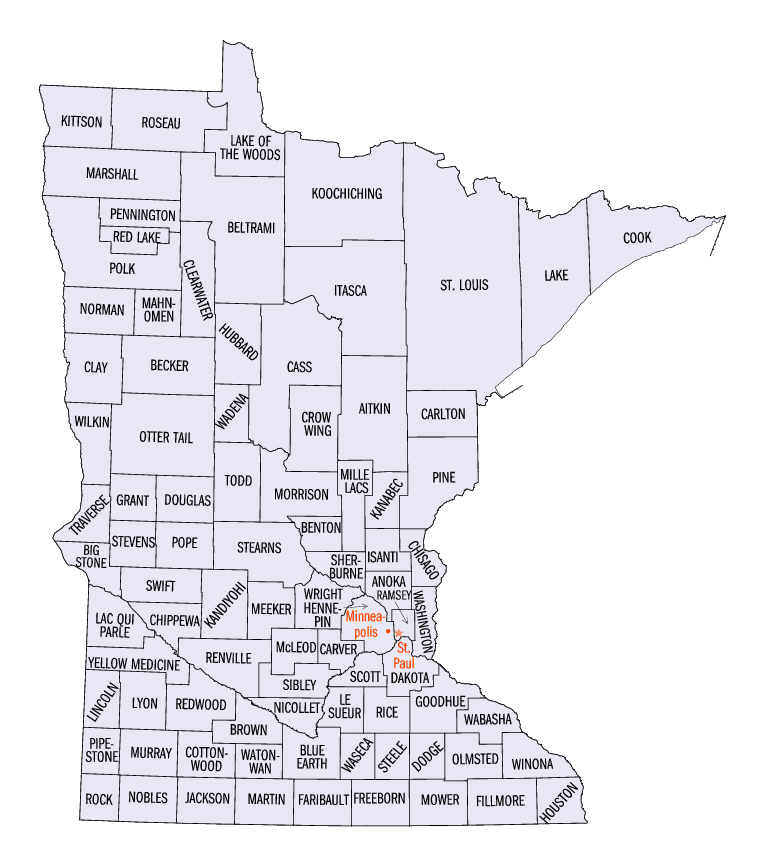
Contee del Minnesota

Lista delle 87 contee del Minnesota, negli Stati Uniti d'America:
1. Aitkin
2. Anoka
3. Becker
4. Beltrami
5. Benton
6. Big Stone
7. Blue Earth
8. Brown
9. Carlton
10. Carver
11. Cass
12. Chippewa
13. Chisago
14. Clay
15. Clearwater
16. Cook
17. Cottonwood
18. Crow Wing
19. Dakota
20. Dodge
21. Douglas
22. Faribault
23. Fillmore
24. Freeborn
25. Goodhue
26. Grant
27. Hennepin
28. Houston
29. Hubbard
30. Isanti
31. Itasca
32. Jackson
33. Kanabec
34. Kandiyohi
35. Kittson
36. Koochiching
37. Lac qui Parle
38. Lake
39. Lake of the Woods
40. Le Sueur
41. Lincoln
42. Lyon
43. McLeod
44. Mahnomen
45. Marshall
46. Martin
47. Meeker
48. Mille Lacs
49. Morrison
50. Mower
51. Murray
52. Nicollet
53. Nobles
54. Norman
55. Olmsted
56. Otter Tail
57. Pennington
58. Pine
59. Pipestone
60. Polk
61. Pope
62. Ramsey
63. Red Lake
64. Redwood
65. Renville
66. Rice
67. Rock
68. Roseau
69. St. Louis
70. Scott
71. Sherburne
72. Sibley
73. Stearns
74. Steele
75. Stevens
76. Swift
77. Todd
78. Traverse
79. Wabasha
80. Wadena
81. Waseca
82. Washington
83. Watonwan
84. Wilkin
85. Winona
86. Wright
87. Yellow Medicine